# Kardamena
Kardámena (Grieks: Καρδάμαινα) is een dorp in de deelgemeente (dimotiki enotita) Irakleides van de fusiegemeente (dimos) Kos, in de Griekse bestuurlijke regio (periferia) Zuid-Egeïsche Eilanden. In 2001 telde het dorp 1.783 inwoners. Het dorp ligt 7 kilometer van de Luchthaven van Kos. 
Kardámena ligt aan de zuidzijde van het eiland, circa zeven kilometer van de luchthaven van Kos. Oorspronkelijk is het een vissersdorp, maar is geleidelijk aan veranderd in een toeristische plaats met cafés en restaurants. Daardoor zijn in de zomer driemaal zoveel mensen in het dorp. Vanuit het dorp vertrekt ook met enige regelmaat een veerdienst naar Nisyros. Het dorp is gebouwd op een oude nederzetting, waarvan onder andere ruïnes van een tempel aan Apollon en vier basilieken.

## Panorama

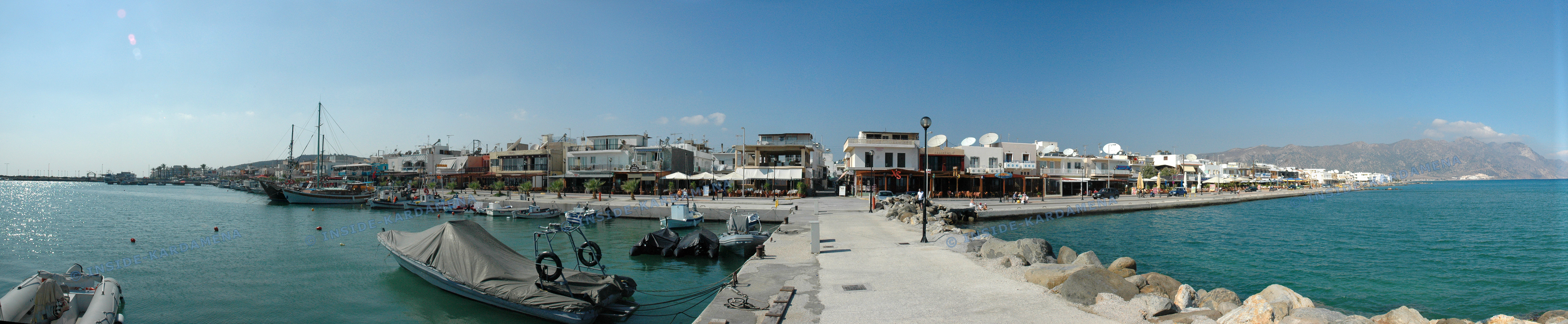
Panorama van de haven.